# Isetemkheb III
Pour les articles homonymes, voir Isetemkheb.
Isetemkheb III, prophétesse d'Amon, est une membre de la famille des grands prêtres d'Amon de Thèbes parallèle à la XXIe dynastie.

## Généalogie
Elle est la fille du grand prêtre d'Amon Menkhéperrê et de la princesse Isetemkheb II,.
Elle épouse son frère le grand prêtre d'Amon Pinedjem II.
Elle a deux filles et peut-être un fils de cette union :
- Herouebenkhet[2],
- Hénouttaouy[2], divine adoratrice d'Amon après Maâtkarê[3],
- Psousennès III[2] qui lui succède au pontificat (bien qu'il puisse être donné comme fils de Neskhons)[1].

## Sépulture
Sa momie fut retrouvée dans la cachette de la tombe DB320 de Deir el-Bahari. On y a également mis au jour son cercueil, ses vases canopes et des éléments de son équipement funéraire. Ses cercueils auraient été réutilisés pour l'enterrement de Neskhons. DB320 est peut-être la place d'origine de son enterrement. Selon Joyce Anne Tyldesley, sa momie nous révèle qu'elle souffrait d'arthrite et avait une denture effroyable.

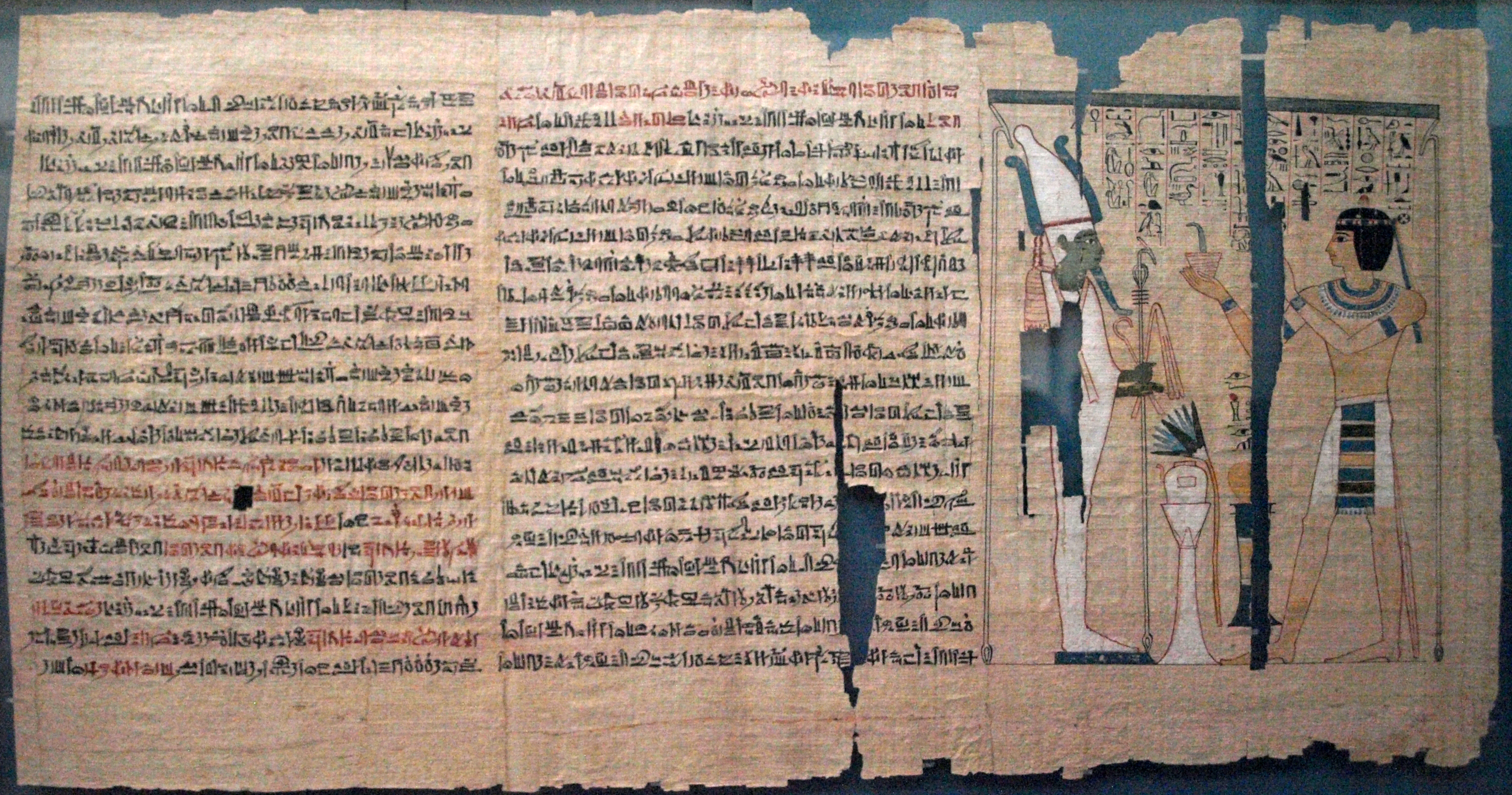
Papyrus du Livre des morts de Pinedjem II trouvé dans la tombe DB320